# サン＝セガル
サン＝セガル （Saint-Ségal、ブルトン語:Sant-Segal）は、フランス、ブルターニュ地域圏、フィニステール県のコミューン。

## 歴史

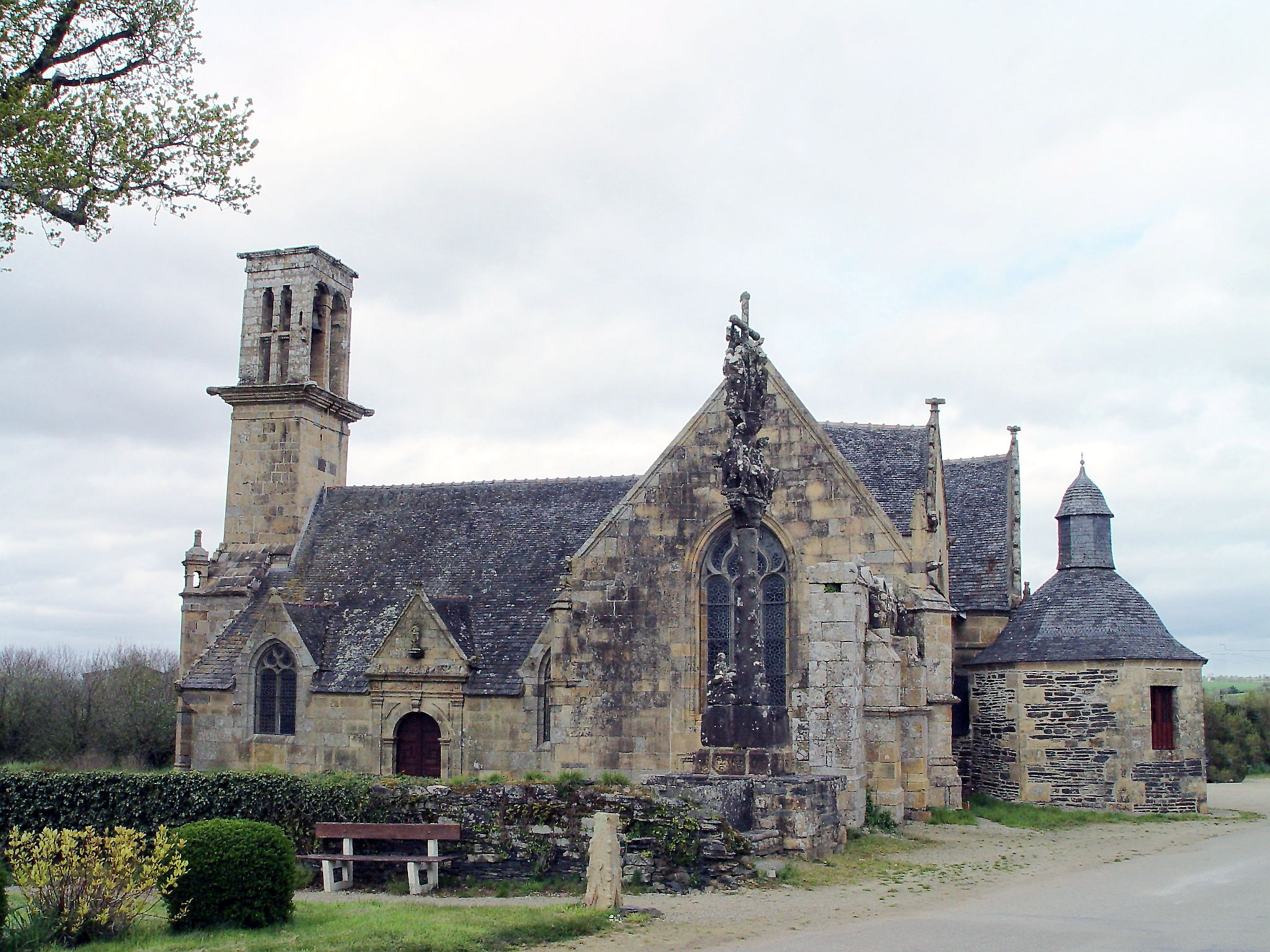
サン＝セバスティアン礼拝堂

16世紀、プレイベン教区からサン＝セガルは分離された。1675年には印紙税一揆に関連したことが知られる。
フランス革命時代の1795年6月6日、モルビアン県からやってきた、ジョルジュ・カドゥーダル率いる王党派軍がポン・ド・ビュイで略奪を行った。彼らは引き返すと、サン＝セガルとブリエックの、聖職者民事基本法に署名した教区主任司祭を暗殺した。
18世紀半ば、サン＝セガルの採石場ではアルデンヌ地方出身者が多く働いていた。アルデンヌ出身者の子孫であるサロンヌは、1808年から1815年までサン＝セガルの首長となった。

## 人口統計
| 1962年 | 1968年 | 1975年 | 1982年 | 1990年 | 1999年 | 2006年 | 2010年 |
| ------ | ------ | ------ | ------ | ------ | ------ | ------ | ------ |
| 746    | 677    | 675    | 745    | 813    | 825    | 926    | 996    |

参照元:1999年までEHESS、2000年以降INSEE